# Bob Nieuwenhout
Bob Nieuwenhout (Amsterdam, 21 maart 1951) is een Nederlands voormalig voetballer. Hij stond onder contract bij De Volewijckers en PEC Zwolle. Met De Volewijckers won hij de Tweede divisie in 1971 en bij PEC speelde hij mee in de verloren finale om de KNVB Beker tegen FC Twente in 1978. Tegenwoordig heeft hij een golfbedrijf en geeft als golfprofessional les.

## Carrièrestatistieken
| Seizoen        | Club            | Land           | Competitie     | Competitie | Competitie | Beker | Beker | Internationaal | Internationaal | Overig | Overig | Totaal | Totaal |
| Seizoen        | Club            | Land           | Competitie     | Wed.       | Dlp.       | Wed.  | Dlp.  | Wed.           | Dlp.           | Wed.   | Dlp.   | Wed.   | Dlp.   |
| -------------- | --------------- | -------------- | -------------- | ---------- | ---------- | ----- | ----- | -------------- | -------------- | ------ | ------ | ------ | ------ |
| 1968/69        | De Volewijckers | Nederland      | Eerste divisie | –          | 0          | –     | 0     | 0              | 0              | 0      | 0      | –      | 0      |
| 1968/69        | De Volewijckers | Nederland      | Eerste divisie | –          | 0          | –     | 0     | 0              | 0              | 0      | 0      | –      | 0      |
| 1969/70        | De Volewijckers | Nederland      | Eerste divisie | –          | 0          | –     | 0     | 0              | 0              | 0      | 0      | –      | 0      |
| 1970/71        | De Volewijckers | Nederland      | Tweede Divisie | –          | 0          | –     | 0     | 0              | 0              | 0      | 0      | –      | 0      |
| 1971/72        | De Volewijckers | Nederland      | Eerste divisie | –          | 0          | –     | 0     | 0              | 0              | 0      | 0      | –      | 0      |
| 1972/73        | De Volewijckers | Nederland      | Eerste divisie | –          | 0          | –     | 0     | 0              | 0              | 0      | 0      | –      | 0      |
| 1973/74        | De Volewijckers | Nederland      | Eerste divisie | –          | 0          | –     | 0     | 0              | 0              | 0      | 0      | –      | 0      |
| 1974/75        | De Volewijckers | Nederland      | Eerste divisie | –          | 0          | –     | 0     | 0              | 0              | 0      | 0      | –      | 0      |
| 1975/76        | De Volewijckers | Nederland      | Eerste divisie | –          | 0          | –     | 0     | 0              | 0              | 0      | 0      | –      | 0      |
| 1976/77        | PEC Zwolle      | Nederland      | Eerste divisie | –          | 0          | 2     | 0     | 0              | 0              | 0      | 0      | 2      | 0      |
| 1977/78        | PEC Zwolle      | Nederland      | Eerste divisie | –          | 0          | 0     | 0     | 0              | 0              | 0      | 0      | –      | 0      |
| 1978/79        | PEC Zwolle      | Nederland      | Eredivisie     | 1          | 0          | –     | 0     | 0              | 0              | 0      | 0      | 1      | 0      |
| Carrièretotaal | Carrièretotaal  | Carrièretotaal | Carrièretotaal | 1          | 0          | 0     | 0     | 0              | 0              | 0      | 0      | 1      | 0      |

## Erelijst

### MetDe Volewijckers
| Nationaal               |    |         |
| Kampioen Tweede Divisie | 1x | 1970/71 |

### MetPEC Zwolle
| Nationaal               |    |         |
| Kampioen Eerste Divisie | 1x | 1977/78 |